# Monclova (kommun)
Monclova är en kommun i Mexiko.   Den ligger i delstaten Coahuila, i den centrala delen av landet, 900 km norr om huvudstaden Mexico City. Arean är 1 480 kvadratkilometer.
Terrängen i Monclova är varierad.
Följande samhällen finns i Monclova:
- Monclova